# Tecnologia delle armi da fuoco portatili
Tecnologia delle armi da fuoco portatili è un saggio scritto da Giuseppe De Florentiis pubblicato da Hoepli nel 1927. 
Il libro è considerato uno dei più importanti testi sulle armi da fuoco. Inoltre è uno dei saggi più citati quando si tratta l'argomento.

## Contenuto
Dopo un'introduzione che narra l'evoluzione delle armi da fuoco, l'opera si suddivide in tre parti. La prima parte tratta delle armi da un punto di vista tecnico, narrandone la componentistica (canna, congegni di puntamento, cassa, castello e accessori vari) e i vari meccanismi di funzionamento (meccanismi di chiusura e di ripetizione, di estrazione e di espulsione). La seconda parte tratta invece degli esplosivi e delle polveri, con nozioni di balistica (con implementi di formule fisiche e chimiche) e descrizioni delle polveri da sparo e dei composti chimici che compongo gli esplosivi. La terza parte tratta delle munizioni, narrando la loro struttura (bossolo, inneschi, ecc.) e dei calibri delle varie armi. È presente poi un lungo appendice che è stato aggiunto nelle ultime edizioni e va a trattare di tutti gli sviluppi recenti delle armi da fuoco e quindi dei progressi svolti in campo armiero dopo le prime edizioni del libro. Sono infine presenti delle tavole balistiche.

## Edizioni
- Giuseppe De Florentiis, Armi da fuoco: caccia, tiro, difesa, 1ª ed., Hoepli, 1927, SBN CUB0280055.
- Giuseppe De Florentiis, Armi da fuoco: caccia, tiro, difesa, 2ª ed., Hoepli, 1956, SBN TPS0012697.
- Giuseppe De Florentiis, Tecnologia delle armi da fuoco portatili, 3ª ed., Hoepli, 1963, SBN SBL0250383.
- Giuseppe De Florentiis, Tecnologia delle armi da fuoco portatili, 4ª ed., Hoepli, 1969, SBN SBL0096358.
- Giuseppe De Florentiis, Tecnologia delle armi da fuoco portatili, 5ª ed., Hoepli, 1974, SBN SBL0562313.
- Giuseppe De Florentiis, Tecnologia delle armi da fuoco portatili, 6ª ed., Hoepli, 1978, SBN SBL0330523.
- Giuseppe De Florentiis, Tecnologia delle armi da fuoco portatili, 7ª ed., Hoepli, 1981, ISBN 88-203-1259-X, SBN SBL0630791.
- Giuseppe De Florentiis, Tecnologia delle armi da fuoco portatili, 8ª ed., Hoepli, 1987, ISBN 978-88-203-1492-7, SBN CFI0109441.